# Polnische Meisterschaften im Skispringen 2015
Die Polnischen Meisterschaften im Skispringen 2015 fanden am 24. und 25. März 2015 in Zakopane statt. Sowohl der Einzelwettkampf als auch das Teamspringen wurden von der Wielka Krokiew abgehalten. Die Meisterschaften wurden vom polnischen Skiverband (PZN) organisiert.

## Teilnehmer
| 61 Teilnehmer aus 13 Vereinen | 61 Teilnehmer aus 13 Vereinen |
| --- | --- |
| - AZS Zakopane (13) - TS Wisła Zakopane (11) - WSS Wisła w Wiśle (7) - SSR LZS Sokół Szczyrk (6) - LKS Klimczok Bystra (4) - LKS Poroniec Poronin (4) - Zagórskie TS Zakucie (4) | - UKS Sołtysiane Stare Bystre (3) - WKS Zakopane (3) - PKS Olimpijczyk Gilowice (2) - KS Eve-nement Zakopane (2) - KS Chochołów (1) - AZS AWF Katowice (1) |

## Ergebnisse

### Männer Einzel
Der Einzelwettbewerb fand am 24. März 2015 von der Großschanze Wielka Krokiew (K 120 / HS 134) in Zakopane statt. Es waren 61 Athleten gemeldet, jedoch kamen nach drei Disqualifikationen nur 58 in die Wertung. Zwar zeigte Klemens Murańka mit 144,0 Metern der weiteste Sprung, doch konnte er diesen nicht stehen. Polnischer Meister wurde Kamil Stoch, der mit 141,5 Metern den weitesten gestandenen Sprung vorweisen konnte.
| Platz | Name               | Verein                      | Weite 1 | Weite 2 | Punkte |
| ----- | ------------------ | --------------------------- | ------- | ------- | ------ |
| 01.   | Kamil Stoch        | KS Eve-nement Zakopane      | 129,0   | 141,5   | 310,1  |
| 02.   | Andrzej Stękała    | AZS Zakopane                | 127,0   | 124,0   | 271,5  |
| 03.   | Piotr Żyła         | WSS Wisła w Wiśle           | 121,5   | 141,5   | 267,3  |
| 04.   | Jakub Kot          | AZS Zakopane                | 121,0   | 129,0   | 260,6  |
| 05.   | Krzysztof Biegun   | SSR LZS Sokół Szczyrk       | 116,5   | 140,5   | 251,6  |
| 06.   | Maciej Kot         | AZS Zakopane                | 121,0   | 123,5   | 247,2  |
| 07.   | Klemens Murańka    | TS Wisła Zakopane           | 116,5   | 144,0   | 241,4  |
| 08.   | Andrzej Zapotoczny | AZS Zakopane                | 120,5   | 119,5   | 237,6  |
| 09.   | Dawid Kubacki      | TS Wisła Zakopane           | 129,5   | 104,0   | 235,8  |
| 10.   | Tomasz Byrt        | WSS Wisła w Wiśle           | 118,5   | 120,5   | 235,3  |
| 11.   | Jan Ziobro         | WKS Zakopane                | 115,5   | 128,5   | 234,2  |
| 12.   | Artur Kukuła       | WSS Wisła w Wiśle           | 119,5   | 115,0   | 226,2  |
| 13.   | Stanisław Biela    | UKS Sołtysiane Stare Bystre | 118,5   | 115,5   | 223,3  |
| 14.   | Krzysztof Miętus   | AZS Zakopane                | 111,5   | 125,5   | 221,6  |
| 15.   | Przemysław Kantyka | LKS Klimczok Bystra         | 119,5   | 115,0   | 220,7  |

### Teamspringen
Die Vereinsmeisterschaft wurde am 25. März 2015 von der Großschanze Wielka Krokiew ausgetragen. Es gingen zehn Teams aus sieben Vereinen an den Start. Den weitesten Sprung zeigte Andrzej Zapotoczny vom siegenden Team AZS Zakopane mit 135 Metern.
| Platz | Verein                | Name                                                           | Weite 1                 | Weite 2                 | Punkte |
| ----- | --------------------- | -------------------------------------------------------------- | ----------------------- | ----------------------- | ------ |
| 01.   | AZS Zakopane I        | Andrzej Zapotoczny Jakub Kot Andrzej Stękała Maciej Kot        | 135,0 127,5 128,5 130,5 | 107,0 116,5 126,5 125,5 | 973,6  |
| 02.   | WSS Wisła w Wiśle     | Artur Kukuła Tomasz Byrt Aleksander Zniszczoł Piotr Żyła       | 120,0 119,5 128,5 129,0 | 104,5 123,0 122,0 121,0 | 921,5  |
| 03.   | TS Wisła Zakopane I   | Andrzej Gąsienica Dawid Jarząbek Dawid Kubacki Klemens Murańka | 122,5 118,0 116,5 133,0 | 111,0 102,0 121,0 127,0 | 885,3  |
| 04.   | AZS Zakopane II       | Grzegorz Miętus Jan Łowisz Krzysztof Leja Krzysztof Miętus     | 130,0 098,0 112,5 124,0 | 127,0 089,0 109,0 123,5 | 810,9  |
| 05.   | SSR LZS Sokół Szczyrk | Kacper Kupczak Dominik Kastelik Konrad Janota Krzysztof Biegun | 105,0 108,5 104,0 117,0 | 106,0 109,0 105,0 103,0 | 696,0  |
| 06.   | LKS Klimczok Bystra   | Piotr Kudzia Paweł Konior Przemysław Kantyka Bartłomiej Kłusek | 075,0 085,0 126,0 115,0 | 075,0 075,0 124,5 118,0 | 563,3  |
| 07.   | TS Wisła Zakopane II  | Paweł Chyc Krystian Karpiel Łukasz Bukowski Michał Pytel       | 099,0 093,5 093,0 102,0 | 092,5 096,5 090,0 094,5 | 500,3  |
| 08.   | Zagórskie TS Zakucie  | Gabriel Majcher Igor Smorul Michał Milczanowski Adam Ruda      | 087,0 080,0 103,0 116,5 | – 071,0 088,5 101,5     | 399,0  |